# Branko Šmon
Branko Šmon (* 1955 in Maribor, Slowenien) ist ein europäischer Objekt- und Installationskünstler.

## Leben und Werdegang
Von 1978 bis 1985 studierte Šmon an der Staatlichen Akademie der Bildenden Künste in Stuttgart Malerei und Zeichnung bei Rudolf Schoofs. Mit einer Vielzahl an Preisen und Stipendien ausgezeichnet, ist Šmon seit 1985 als freiberuflicher internationaler Künstler tätig. Neben einem umfassenden grafischen Werk generierte er u. a. Kunstprojekte in den USA, Deutschland, Russland, Südkorea, Slowenien, Jugoslawien und Belgien.
Šmon spiegelt in seinen Arbeiten die Verbindung und Vernetzung von auf den ersten Blick gegensätzlichen Paaren wider: Den Zusammenhang und die wechselseitige Kommunikation zwischen Natur und Kultur, Mensch und Technologie, Wirtschaft und Wissenschaft oder auch Politik und Gesellschaft.
Basierend auf recherchierten Fakten setzt er jene systemischen Verbindungen in raumgreifenden Installationen um – den natürlichen Zufall hierin stets als Dialogpartner gewährend.